# Fred van der Spek

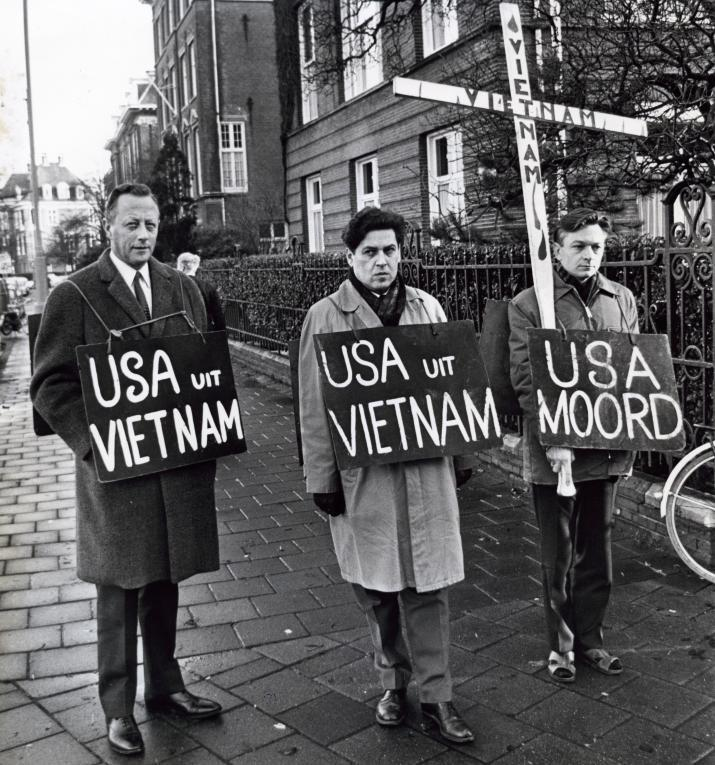
Fred van der Spek (midden) samen met Henk Lankhorst (links) en Bram van der Lek (rechts) bij de Amerikaanse ambassade in protest tegen de Amerikaanse aanwezigheid in Vietnam (1967)

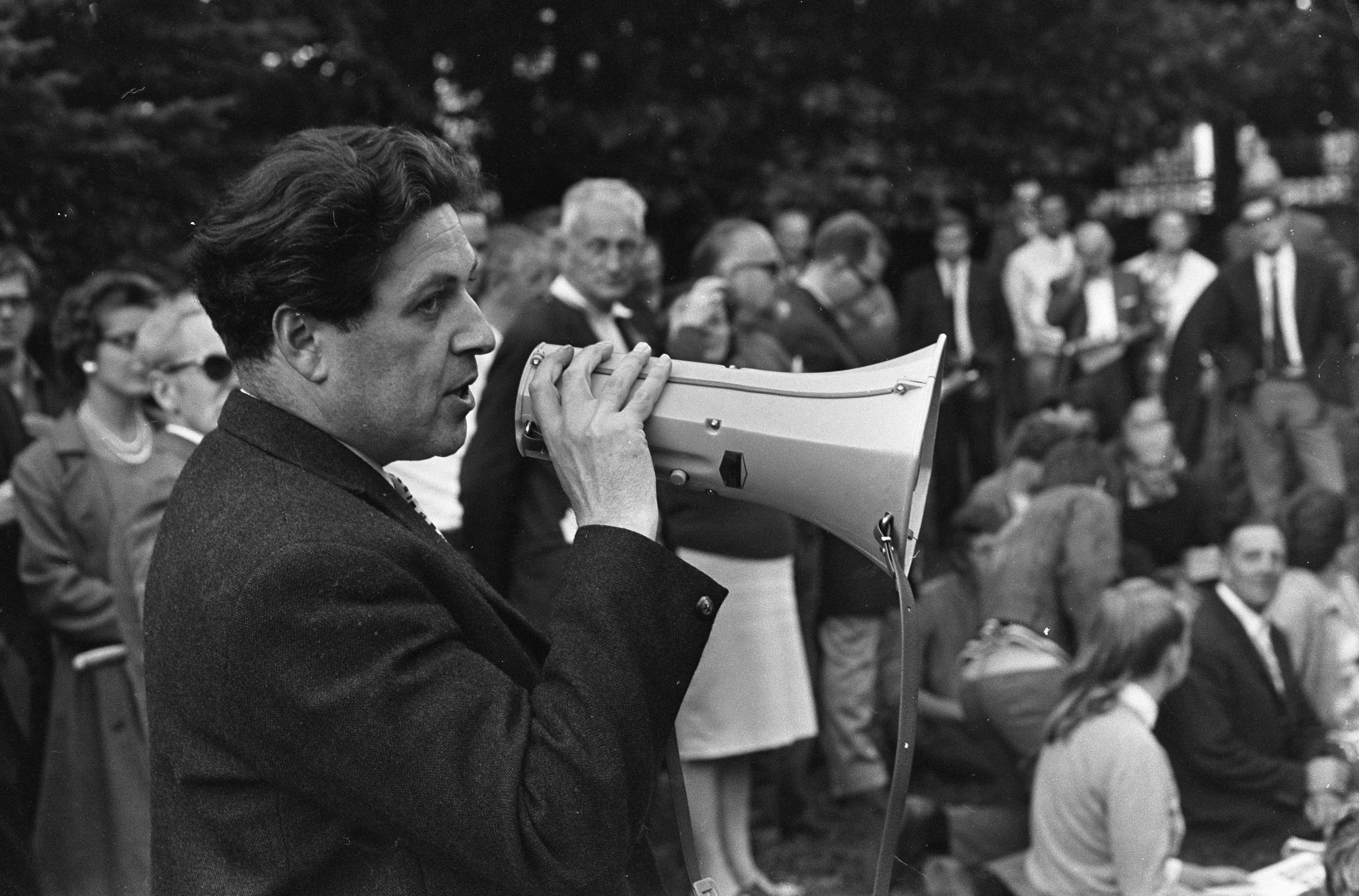
Op een door de PSP georganiseerde openbare discussie in het Vondelpark, 1967

Alfred Gustaaf (Fred) van der Spek (Den Haag, 13 december 1923 – Amsterdam, 23 november 2017) was een Nederlands politicus. Hij was onder meer medeoprichter, fractievoorzitter en lijsttrekker van de Pacifistisch Socialistische Partij (PSP).

## Levensloop voor de politiek
Van der Spek groeide op in een sociaaldemocratische familie. Zijn vader was onder andere huisschilder, tramconducteur en zaalwachter bij de PTT.
Van der Spek bezocht de HBS Raamstraat vanaf 1935 en deed daar in 1940 eindexamen HBS-B. Tussen 1940 en 1943 studeerde hij natuur- en scheikunde aan de TH Delft, waar hij het propedeuse-examen haalde. Nadat hij had geweigerd de loyaliteitsverklaring met de Duitse bezetter te tekenen, dook hij in februari 1943 onder. Drie maanden later volgde hij het Duitse bevel zich te melden voor de Arbeitseinsatz en werd hij tewerkgesteld in Duitsland, eerst bij de firma Hanomag in Hannover en daarna bij de firma Adolf Thies in Nienburg/Weser. Nadat hij verbleven had in een ziekenhuis en op "Erholungsurlaub" naar Nederland mocht terugkeren, dook hij opnieuw onder. Tijdens de oorlog steunde Van der Spek de Amerikaanse bombardementen op Duitsland en het werpen van de atoombommen op Hiroshima en Nagasaki. Later noemde hij deze acties oorlogsmisdaden.
Rond 1946–1947 kwam Van der Spek in contact met professor Léon Rosenfeld, van het Verbond van Wetenschappelijke Onderzoekers, een beweging van antimilitaristische, socialistische natuurwetenschappers. Geïnspireerd door een lezing van Rosenfeld werd Van der Spek een overtuigd antimilitarist. Rosenfeld koppelde het socialisme aan het verzet tegen atoombewapening, zoals Van der Spek ook later zou doen. Van der Spek sloot zich aan bij de – marginale – vredesbeweging en werd lid van de linkse Socialistische Unie (tussen 1950 en 1953).
Vanaf 1949 was Van der Spek docent natuur- en scheikunde op de Rijks HBS in Brielle en ook enkele maanden op het Grotius Lyceum in Den Haag. Daarna was hij tussen 1953 en 1967 leraar natuur- en scheikunde op Het Baarnsch Lyceum. In Baarn gaf hij les aan prinses Christina.

## Politieke levensloop
In de jaren 1950-1953 was Van der Spek lid van de Socialistische Unie en in 1957 werd hij een van de oprichters van de Pacifistisch Socialistische Partij (PSP). Hij was lid van het bestuur van de PSP tussen 1957 en 1959.
In 1963 werd Van der Spek verkozen in de Eerste Kamer voor de PSP. In de senaat werd hij fractievoorzitter. Bij de verkiezingen van 1967 werd hij verkozen in de Tweede Kamer. In de Tweede Kamer sprak Van der Spek met name over buitenlandse zaken, ontwikkelingssamenwerking en defensie. Hij interpelleerde verscheidene ministers over onderwerpen zoals de wapenindustrie en -handel, het zelfbeschikkingsrecht van koloniën en apartheid.
Van der Spek was een van de belangrijkste gezichten van de PSP. Hij stond bekend als een erudiete en scherpe debater, maar ook als rechtlijnig en sarcastisch. Hij behoorde tot de vleugel in de PSP die een sterkere nadruk legde op het socialisme dan op het pacifisme. Hij was een fervent antikapitalist. Hij deed onder meer het voorstel om ondernemerschap in het Wetboek van Strafrecht op te nemen. Van der Spek was ook een tegenstander van verregaande samenwerking met andere progressieve partijen, als de Partij van de Arbeid, Politieke Partij Radikalen en Democraten '66. Van der Spek, altijd keurig in pak, vormde een merkwaardig contrast met de jonge en alternatieve aanhang van de PSP. Als overtuigd republikein weigerde hij in 1967, als enige van zijn fractie, om zich aan te sluiten bij de gelukswensen van de Tweede Kamer aan prinses Beatrix bij de geboorte van Willem-Alexander. Dit, vanwege de staatkundige betekenis van die gelukwens.
Van der Spek was Kamerlid tot 1977 toen de PSP slechts één zetel overhield bij de Kamerverkiezingen. Toen Bram van der Lek, het enige Kamerlid voor de PSP, zich in 1978 terugtrok uit de Kamer, volgde Van der Spek hem als eenmansfractie. Vanaf dat moment was hij fractievoorzitter en politiek leider van de PSP. Op 30 april 1980 bleef hij vanwege principiële redenen weg bij de inhuldiging van koningin Beatrix. In 1981 was Van der Spek lijsttrekker en won de partij twee zetels. Bij de vervroegde Kamerverkiezingen van 1982 trad hij opnieuw op als lijsttrekker. Wederom haalde de PSP drie zetels.

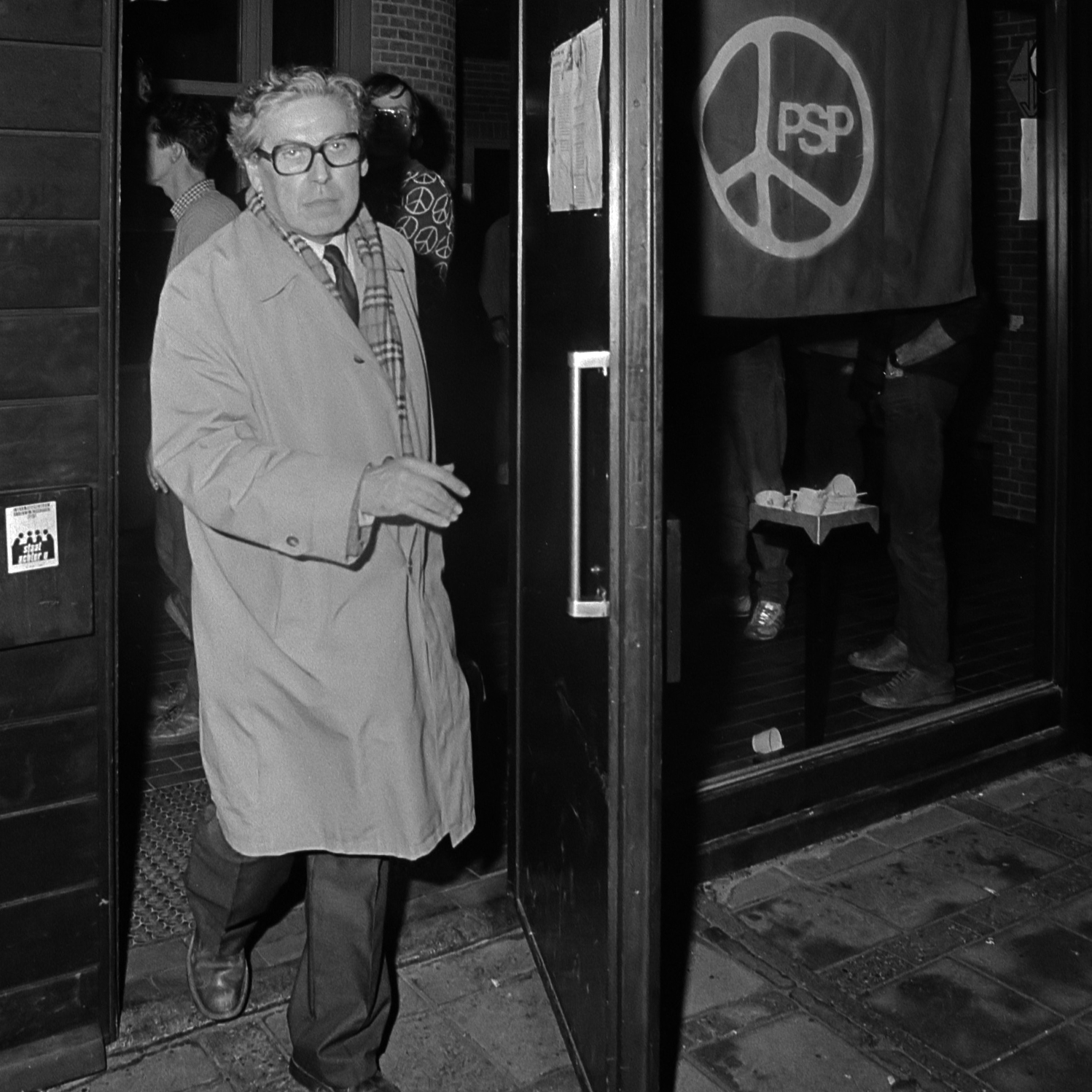
Fred van der Spek verlaat vroegtijdig het PSP-congres (1985)

In december 1985 trad Van der Spek uit de PSP toen niet hij maar Andrée van Es door het partijcongres – met een nipte meerderheid – verkozen werd tot lijsttrekster van de PSP. Achter de verkiezing van Van Es lag een machtsstrijd in de PSP tussen diegenen die, als Van der Spek, een onafhankelijke koers voorstonden en zij die wilden samenwerken in een groen-links blok. Met de verkiezing van Van Es koos de PSP voor samenwerking met de Politieke Partij Radikalen (PPR) en Communistische Partij van Nederland (CPN), wat uiteindelijk zou leiden tot de vorming van GroenLinks. Van der Spek vormde een aparte fractie in de Tweede Kamer en werd aanvoerder van de Partij voor Socialisme en Ontwapening, die echter aan de vooravond van de Tweede Kamerverkiezingen van 1986 bezweek aan interne conflicten.
In 1992 werd Van der Spek lid van de PSP'92, een voortzetting van de PSP, opgericht door PSP-leden die tegenstander waren van de fusie met PPR, CPN en EVP tot GroenLinks. Ook de PSP'92 werd electoraal niet succesvol. Van der Speks politieke activiteit beperkte zich tot het af en toe bezoeken van afdelingsvergaderingen van deze partij, zo gaf hij in een interview in 2008 aan.
In een interview met Coen Verbraak voor Vrij Nederland in 2003 blikte Van der Spek terug op zijn politieke carrière en stelde met verdriet vast, zo schreef Verbraak, dat "een groot deel van dat oude PSP-gedachtegoed straks gelijktijdig met hem zal sterven". In partijleiders van GroenLinks als Rosenmöller en Halsema zag hij "niets, helemaal niets natuurlijk" van zijn eigen ideeën terug, maar ook in de Socialistische Partij zag hij geen alternatief; de laatste herziening van het SP-programma betekende volgens hem dat "datgene wat op socialisme léék, er ook nog uit is gegaan". Over de Nederlandse politiek anno 2003 zei hij: "socialisten zie ik niet meer, zeker niet in Den Haag. Wat het socialisme betreft moet je eigenlijk in de verleden tijd praten."
- Nederlandse Thesaurus van Auteursnamen: 072255528
- Parlement.com: vg09ll94cazn
- Virtual International Authority File: 291417888
- WorldCat: E39PBJqbmkrkmjRPMmprCH97HC